# Le Poët-Célard
Le Poët-Célard is een gemeente in het Franse departement Drôme (regio Auvergne-Rhône-Alpes) en telt 145 inwoners (1999). De plaats maakt deel uit van het arrondissement Die.

## Geografie
De oppervlakte van Le Poët-Célard bedraagt 8,4 km², de bevolkingsdichtheid is 17,3 inwoners per km².

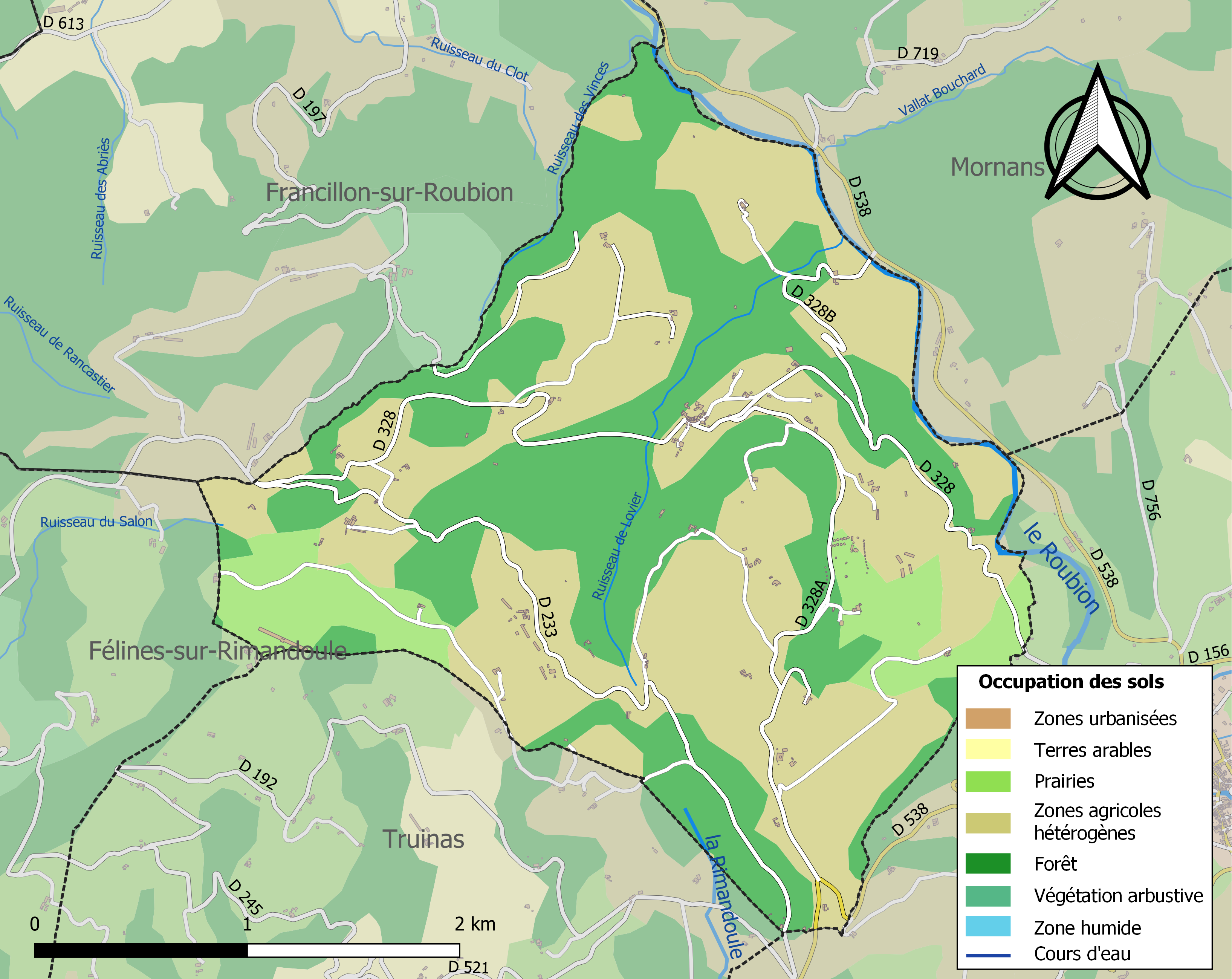
Kaart van de gemeente met belangrijkste infrastructuur, bodemgebruik en omliggende gemeenten

## Demografie
Onderstaande figuur toont het verloop van het inwonertal (bron: INSEE-tellingen).